# Tandprotes

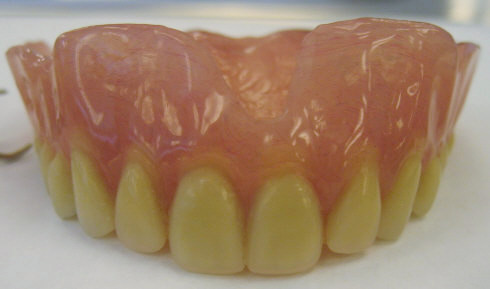
Tandprotes.

En tandprotes är en protes med konstgjorda tänder. "Löständer" är en äldre, men fortfarande använd benämning; kallas även tandgarnityr. Tandprotesen uppfanns av apotekaren Alexis Duchâteau (1714–1792) år 1774 i Frankrike. 
Några typer är
- helprotes – för ersättning av helt tandlös över- eller underkäke
- partiell plattprotes – för ersättning av delvis tandlös över- eller underkäke

En avtagbar helprotes består av tandköttsersättning i akrylbaserad plast och av tänder, även de tillverkade i plast. Den partiella plattprotesen är även den tillverkad i akryl med plasttänder, men består dessutom av ett metallskelett som fungerar som ihophållande element i protesen. Till akrylatkänsliga patienter tillverkas tandköttsersättningen (protesbasplattan) vanligtvis i gummimaterialet kautschuk. Den avtagbara protesen tas med fördel ut då man ska sova, främst för att motverka svamptillväxt på slemhinnan. Är man noggrann med rengöringen av protesen går det bra att ha den i munnen även om nätterna. Tillverkning av tandprotesen sker av en tandtekniker, på uppdrag av en tandläkare.
Protesstomatit är en inflammation i munslemhinnan som är resultatet av en illasittande eller dåligt renhållen tandprotes.